# Deluxe Records

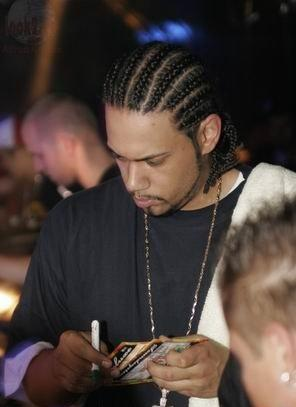
Label-Gründer: Samy Deluxe

Deluxe Records war ein von Samy Deluxe gegründetes Hamburger Independent-Label.

## Geschichte
Nachdem im Jahr 2003 das Hamburger Label Eimsbush Insolvenz anmelden musste, gründete Dynamite-Deluxe-Mitglied Samy Deluxe noch im selben Jahr ein neues Plattenlabel. Es war damals ein Sublabel von Capitol Records, das zur EMI Group gehört. Mit Deluxe Records erfüllte sich Samy Deluxe den großen Traum vom eigenen Label. Die ersten Künstler des Labels waren neben Samy Deluxe selbst, die Rap-Crew Headliners und der Rapper Illo. Um sie bekannt zu machen, gründete Samy Deluxe Hamburgs Finest, eine Unterabteilung von Deluxe Records zur Vermarktung von Mixtapes und Fan-Artikeln, zunächst nur über das Internet, seit Mixtape Vol. 4 aber auch im Einzelhandel. Zusätzlich kam 2005 das Compilation-Album Deluxe Records – Let’s Go! auf den Markt, mit dem Samy Deluxe in Kombination mit der Let’s Go-Tour seine Crew einem noch größeren Publikum vorstellte.
2006 unterschrieben mit dem Münchner Ali A$, Blade aus Köln und den Ruhrpott-Rappern Manuellsen, Snaga & Pillath gleich fünf Neuzugänge bei Deluxe Records.
Am 12. Februar 2007 feierte die Internetshow Deluxe Zoom Premiere. Dort wurden Live-Auftritte und Backstagevideos der Künstler des Labels gezeigt. Die Folgen erschienen in unregelmäßigen Abständen. Mittlerweile wird Deluxe Zoom nicht mehr produziert.
Im Juli 2007 trennte sich Deluxe Records von Capitol Records/EMI Group und arbeitete seitdem als Independent-Label mit Vertrieb über Groove Attack. Lediglich die Alben von Samy Deluxe wurden weiterhin über Capital Records/EMI Group veröffentlicht. Im Dezember 2007 wechselte TUA, welcher zuvor zu dem Kader des Labels Royal Bunker gehörte, zu Deluxe Records.
Im März 2008 trennten sich Snaga & Pillath aufgrund geschäftlicher Differenzen von Deluxe Records. Auch Manuellsen verließ kurz darauf das Label. Im Laufe des Jahres 2008 beendete Illo seine Rap-Karriere und auch Blade verließ das Label. Somit standen zuletzt nur noch Ali As und Tua neben Labelbesitzer Samy Deluxe unter Vertrag. Im Dezember 2008 veröffentlichten die drei Rapper den zweiten Labelsampler mit dem Titel Liebling, ich habe das Label geschrumpft. 2009 erschienen die Solo-Alben von Tua und Samy Deluxe. Samy Deluxe schloss Deluxe Records Ende 2009 nach seinem Mixtape Der letzte Tanz aus wirtschaftlichen Gründen.

## Künstler

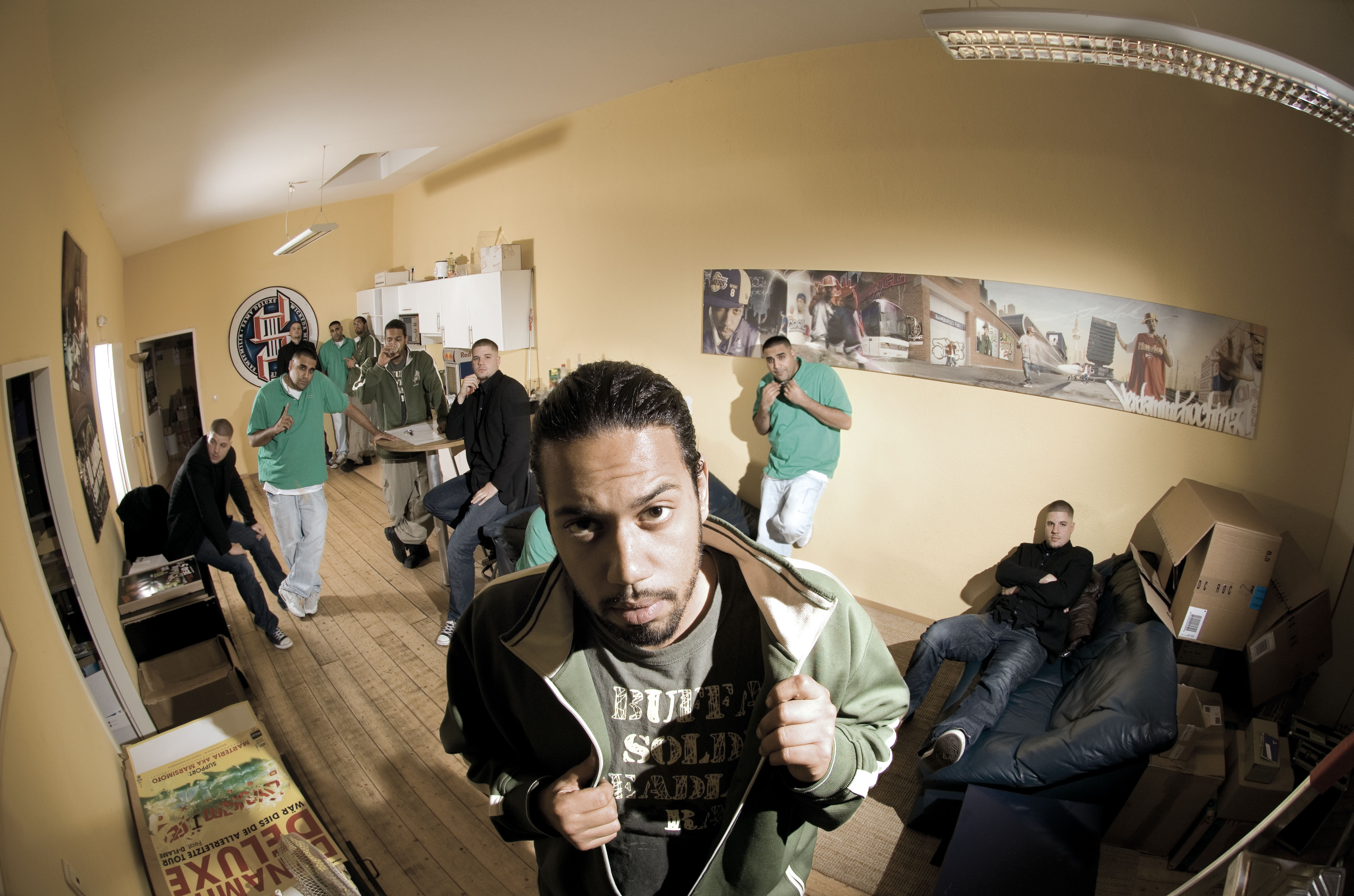
Pressefoto mit Samy Deluxe, Ali A$ und Tua

### Rapper
- Samy Deluxe
- Ali A$
- Tua

### Ehemalige Künstler
- Blade
- Manuellsen
- Snaga & Pillath
- Rob Easy (Produzent)
- Illo
- Headliners
- BanDo

### DLX-Beats
eigenes Produzententeam „Deluxe Beats Signing“
- Tua
- Instrumens Producerteam
- Matbeats

### Sonstige Crewmitglieder
- Dennis Kortuemm (Labelmanager)
- Jardena Kifle (Labelmanagerin)
- DJ Dynamite (Produzent, DJ)
- DJ Mixwell (Produzent, DJ)
- Georgee (Grafiker)
- Sticky (unter anderem Marketing und Vertrieb)
- Weitere unabhängige Produzenten wie Tropf, Monroe und Howie Like It

## Diskografie

### Alben
- 2004: Samy Deluxe – Verdammtnochma!
- 2005: Deluxe Records – Let’s Go! (Sampler von Samy Deluxe, Illo und Headliners)
- 2006: Manuellsen – Insallah
- 2006: Headliners – Das Album zum Film

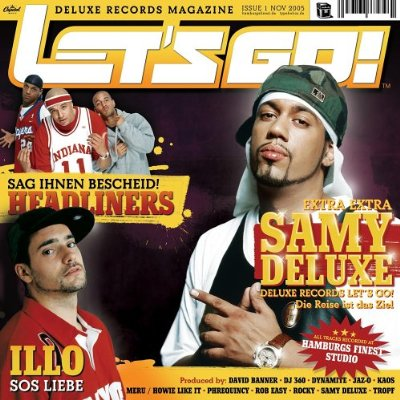
Deluxe Records – Let’s Go! Cover

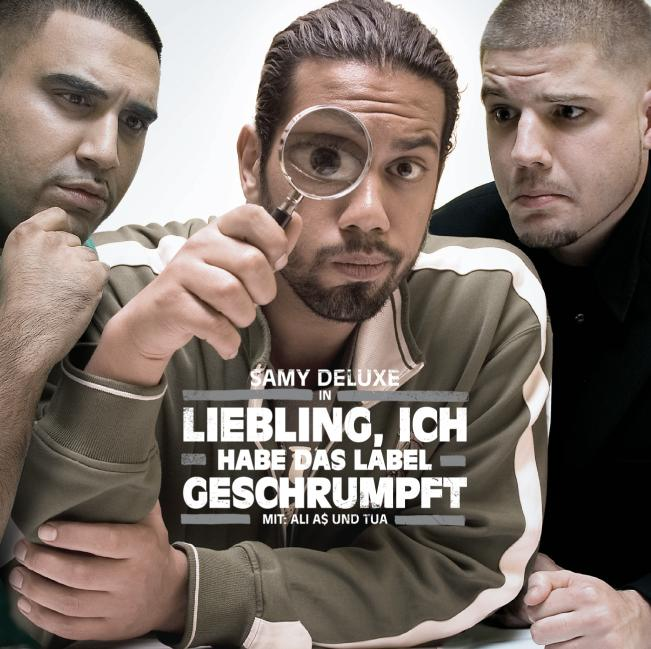
Liebling, ich habe das Label geschrumpft Cover

- 2007: Snaga & Pillath – Aus Liebe zum Spiel
- 2007: Illo – Wer wenn nicht ich?
- 2008: Ali A$ – Bombe
- 2008: Liebling, ich habe das Label geschrumpft (Sampler von Samy Deluxe, Ali A$ und Tua)
- 2009: Tua – Grau
- 2009: Samy Deluxe – Dis wo ich herkomm (EMI)

### Mixtapes
- 2003: Hamburgs Finest Mixtape Vol. 1 – Exclusive Mixtape 1 (Samy Deluxe & Headliners)
- 2004: Hamburgs Finest Mixtape Vol. 2 – Exclusive Mixtape 2 (Samy Deluxe & Headliners)
- 2004: Hamburgs Finest Mixtape Vol. 3 – Headliners No.1 (Headliners)
- 2005: Hamburgs Finest Mixtape Vol. 4 – So Deluxe, So Glorious (Samy Deluxe)
- 2005: Hamburgs Finest Mixtape Vol. 5 – Zurück wie verdautes Essen (Illo)
- 2006: Hamburgs Finest Mixtape Vol. 6 – Big Baus of the Nauf (Samy Deluxe)
- 2006: Rob Easy – Zwischen S-Bahn und S-Klasse (Produzenten-Album)
- 2006: Deluxe Records – Splash Exclusive 2006 (Samy Deluxe, Illo, Manuellsen, Blade & Ali A$)
- 2006: Hamburgs Finest: Das Fußball Mixtape – Einer geht noch (Illo, Manuellsen, Ali A$, Snaga & Pillath, Ercandize und viele mehr)
- 2006: Snaga & Pillath – Eine Frage der Ehre
- 2006: Samy Deluxe – Deluxe von Kopf bis Fuss
- 2007: Ali A$ – Wie baut man eine Bombe?
- 2007: Deluxe Records – Splash Exclusive 2007 (Samy Deluxe, Blade, Ali A$, Illo & Emory)
- 2007: DJ Mixwell – Lebende Legende (Best of Samy Deluxe Features)
- 2008: Manuellsen – Das ist meine Welt (Ihr lebt nur darin)
- 2008: Ali A$ – Der Countdown läuft
- 2008: Deluxe Records – Splash Exclusive 2008 (Samy Deluxe, Tua, Blade, Ali A$, Illo & Emory)
- 2008: Samy Deluxe – Best of Freestyles Mixtape
- 2009: Samy Deluxe – Der letzte Tanz

### Singles & EPs
- 2004: Samy Deluxe – Zurück
- 2004: Samy Deluxe – Warum?
- 2005: Samy Deluxe – Generation
- 2005: Samy Deluxe – Let’s Go^^
- 2006: Headliners – Sag ihnen Bescheid
- 2006: Manuellsen – Meine Zeit/True Story
- 2006: Manuellsen – Dear Christin
- 2007: Snaga & Pillath – R.U.H.R.P.O.T.T. (feat. Manuellsen)
- 2007: Illo – Sie ist... (feat. Emory)
- 2007: Illo – Oh mein Gott (feat. Emory)
- 2007: Snaga & Pillath – Einen Tag (feat. Manuellsen)
- 2007: Manuellsen – Vor-Bye
- 2008: Tua – Inzwischen (EP)
- 2008: Ali A$ – Ich bin ein Star, holt mich hier raus
- 2008: Ali A$ – Es war einmal
- 2009: Tua – Dein Lächeln
- 2009: Samy Deluxe – Bis die Sonne rauskommt
- 2009: Samy Deluxe – Dis wo ich herkomm